# Lecanora cerradoensis
Lecanora cerradoensis är en lavart som beskrevs av Guderley. Lecanora cerradoensis ingår i släktet Lecanora och familjen Lecanoraceae.   Inga underarter finns listade i Catalogue of Life.